# Charlotte Cederschiöld

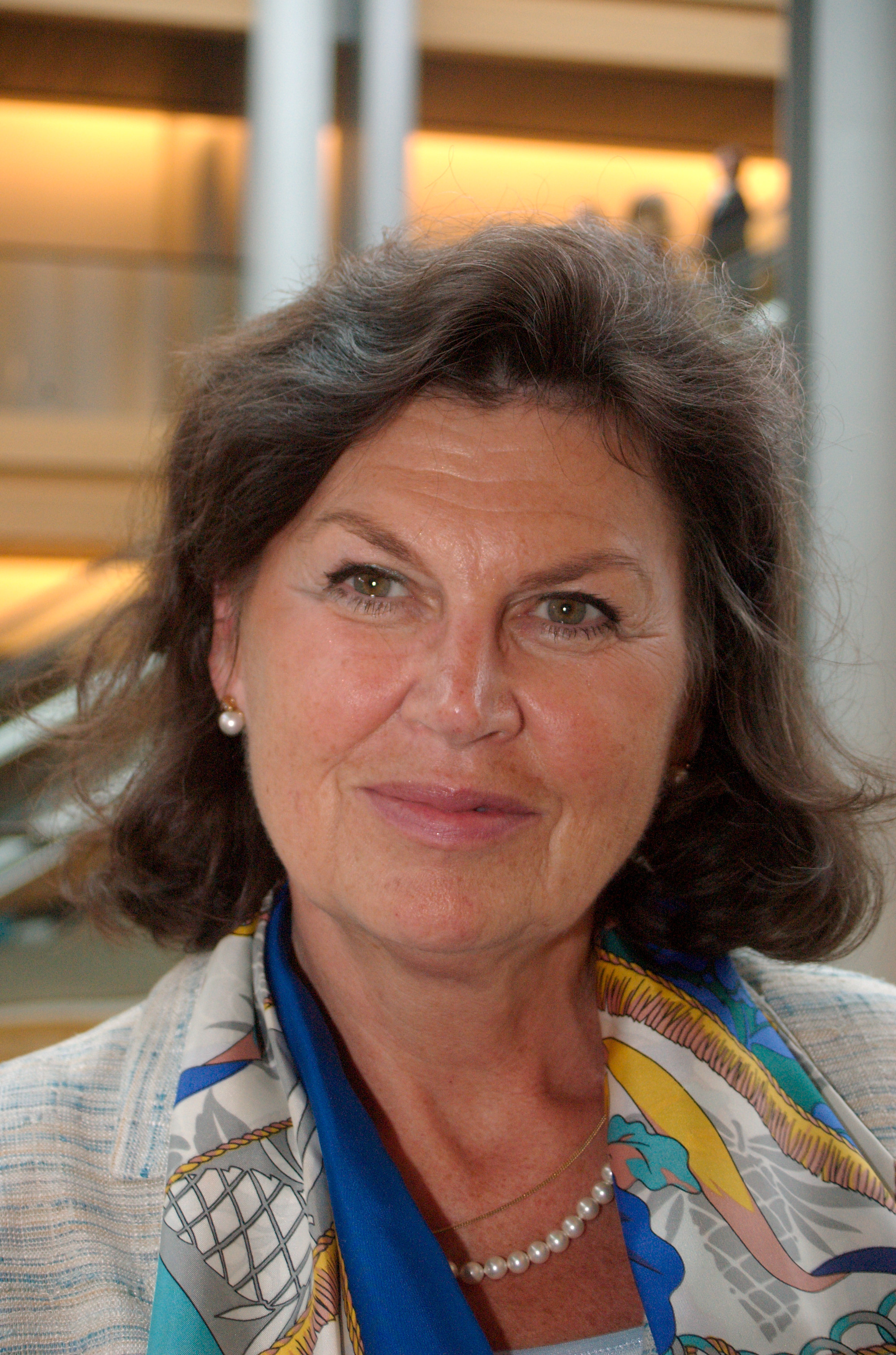
Charlotte Cederschiöld (2006)

Ulla Margareta Charlotte Cederschiöld (* 28. September 1944 in Gävle) ist eine schwedische Politikerin.
Cederschiöld ist Mitglied der Partei Moderaterna und war 1987 sowie nach kurzer Pause 1988 bis 1995 Abgeordnete des schwedischen Reichstages. 1970 wurde sie an der Stockholmer Universität zum Bachelor in den Wissenschaftszweigen Politikwissenschaft, Recht und Wirtschaftsgeschichte. Seit 1995 ist Cederschiöld Abgeordnete im Europaparlament. Dort war sie unter anderem Vizepräsidentin und Sprecherin des Gremiums für Gleichberechtigungsfragen. Weiterhin ist sie als Dolmetscher für Englisch, Französisch und Deutsch tätig.
Charlotte Cederschiöld ist seit 1972 mit dem Politiker Carl Cederschiöld verheiratet und hat mit ihm einen Sohn und eine Tochter.

## Aufträge im Europaparlament
- Mitglied im Ausschuss für Binnenmarkt und Verbraucherschutz.
- Mitglied der Delegation des Europäischen Parlaments im Parlamentarischen Kooperationsausschuss EU-Russland.
- Stellvertretender Wortführer der Arbeitsgruppe Wirtschaft, Umwelt und Transport in der Fraktion EVP-ED.
- Beisitzer im Ausschuss für bürgerliche Freiheiten, Justiz und Inneres.
- Beisitzer im Rechtsausschuss.
- Beisitzer in der Delegation für Zusammenarbeit mit den USA.
- Stellvertretender Delegationsleiter der Fraktion EVP-ED.

## Weitere Aufträge (Auswahl)
- Abgeordnete bei der Provinzverwaltung Stockholms, 1979–88.
- Mitglied der Parteileitung der Partei Moderaterna, 1990–95
- Stellvertretender Wortführer der European Union of Women, 1995
- Abgeordnete im schwedischen Reichstag, Mitglied der Ausschüsse für Recht und Arbeitsmarkt sowie zeitweilig als Stellvertreter in den Ausschüssen für Außenpolitik, Nahrungsmittel und Sozialversicherung.